# Gare de Bradford Forster Square
La gare de Bradford Forster Square est une gare ferroviaire du Royaume-Uni. Elle est située dans la ville de Bradford, dans le Yorkshire de l'Ouest en Angleterre. 
Les services à partir de Bradford Forster Square sont opérés par Virgin Trains East Coast et Northern Rail.